# Hockeria mengenillarum
Hockeria mengenillarum är en stekelart som först beskrevs av Filippo Silvestri 1943.  Hockeria mengenillarum ingår i släktet Hockeria och familjen bredlårsteklar. Inga underarter finns listade i Catalogue of Life.